# San Miguel Xooltepec
San Miguel Xooltepec är en ort i Mexiko, tillhörande kommunen Donato Guerra i sydvästra delen av delstaten Mexiko. Orten hade 1 417 invånare vid folkräkningen år 2010.